# Luise Franziska Sophie von Imhoff

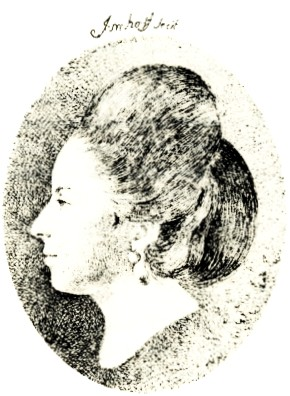
Luise Franziska Sophie von Imhoff, Radierung von Christoph Adam Carl von Imhoff

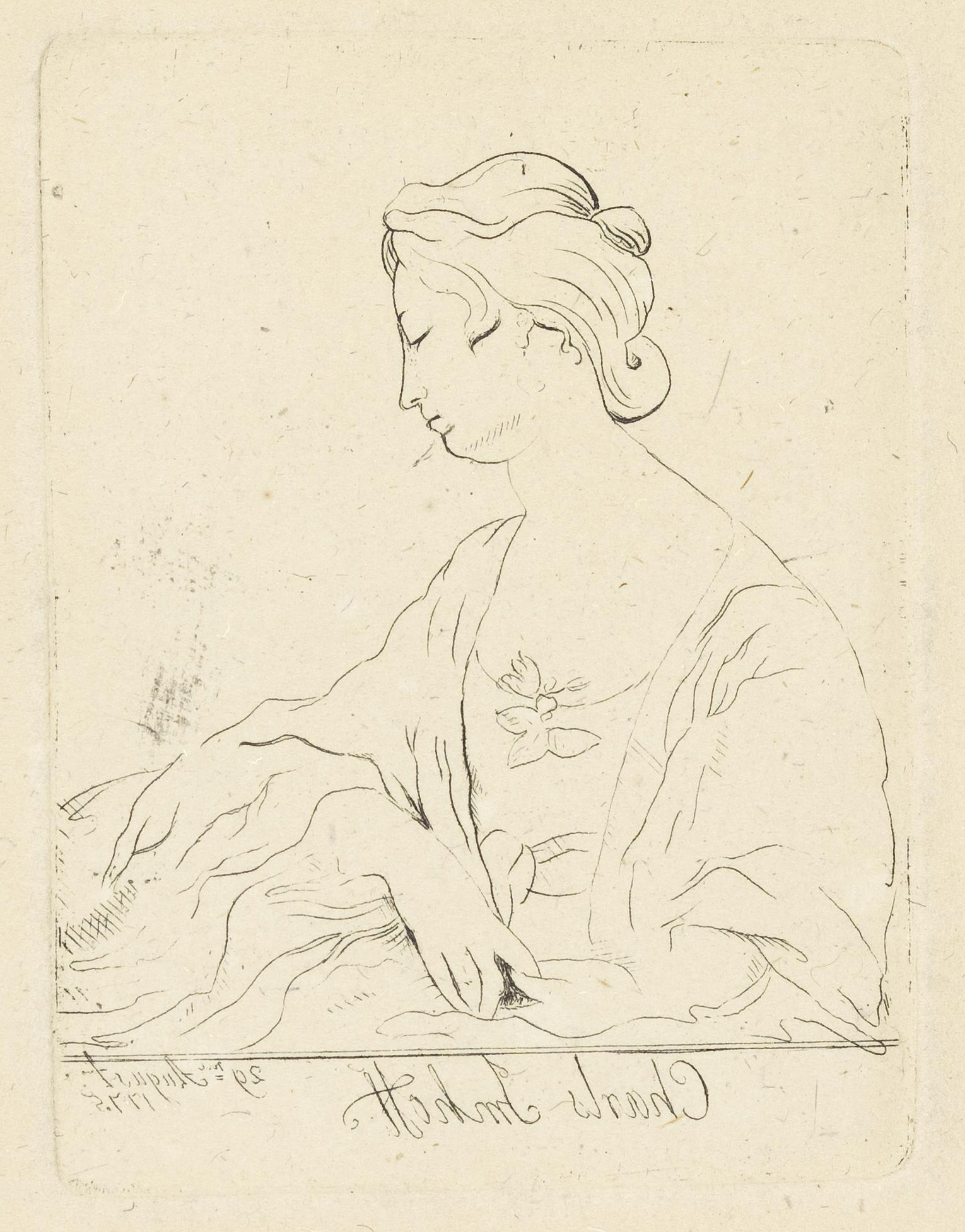
Porträt einer jungen Frau möglicherweise Luise Franziska Sophie von Imhoff, Radierung von Christoph Adam Carl von Imhoff

Luise Franziska Sophie von Imhoff, geborene von Schardt, (* 1750 in Weimar; † 17. Dezember 1803 in Weimar) war die jüngste Schwester der Charlotte von Stein und gehörte dem Freundeskreis um Johann Wolfgang von Goethe, Johann Gottfried von Herder und Friedrich von Schiller an.

## Leben
Luise Franziska Sophie von Imhoff war die jüngste Tochter des Herzoglich-Sächsischen Kammerjunkers und späteren Hofmarschalls Johann Wilhelm Christian von Schardt und der Konkordia Elisabeth von Irving. Ihre ältere Schwester Charlotte Albertine Ernestine von Schardt, Hofdame der Herzogin Anna Amalia  ehelichte am 8. Mai 1764 den herzoglichen Stallmeister von Sachsen-Weimar-Eisenach, Freiherr Gottlob Ernst Josias Friedrich von Stein (* 15. März 1735; † 28. Dezember 1793 in Großkochberg). Durch die Vermittlung der älteren Schwester erhielt sie einen Ruf als Hofdame nach Gotha. Am 16. Januar 1775 verlobte sie sich mit dem im November 1773 aus Madras zurückgekehrten ehemaligen Major, Porträtmaler und zwielichtigen Geschäftsmann Christoph Adam Carl Freiherr von Imhoff. Die Heirat folgte ziemlich bald am 2. Februar 1775. Nach einem kurzen Aufenthalt in Weimar zog das Paar in Imhoffs 1775 neuerbautes Schloss auf seinem Gut in Mörlach bei Hilpoltstein, heute Landkreis Roth in Mittelfranken. Erst nach der Heirat sickerten Nachrichten über die Geschäfte des Gatten durch, der seine erste Frau die Französin Anna Maria (gen. Marian) Apollonia Chapusset de St. Valentin (1747–1837) im Jahr 1769 an Warren Hastings, den Britischen Gouverneur von Indien, verschachert hatte. Das wohl noch de Iure bestehende Eheverhältnis mit der „Chapuzet“ wurde erst am 1. Juni 1776 formal durch einen Scheidungsbrief, den vom Imhoff von Herzog Karl August erhalten hatte, aufgelöst. Bereits im August 1776 wurde die Tochter Amalie geboren, die ihren Namen nach der Patin Herzogin Anna Amalia erhielt. Nachdem das Vermögen zu großen Teilen aufgebraucht war, siedelte  das Ehepaar Ende 1785 nach Weimar über, unterstützt durch eine diskrete Zuwendung von 300 Talern, Logis und Brennholz, die die Schwester Charlotte auf ihre Initiative von Herzog Karl August bewilligt bekam. Die Tochter wurde bis zum Alter von 15 Jahren in ein Pensionat in Erlangen gegeben.
In Weimar wurde Luise Franziska Sophie von Imhoff in den inneren Freundeskreis ihrer Schwester eingeführt und pflegte die Bekanntschaft mit Johann Wolfgang von Goethe, Johann Gottfried von Herder und Friedrich von Schiller. Schiller hatte im Juli 1787 von Dresden kommend im Haus der Imhoffs Aufnahme gefunden. Auf Bitten von  Schiller wurde im Februar 1788 vorübergehend Charlotte von Lengefeld aufgenommen, was Schiller die Gelegenheit diskreter Besuche gab.
Die Ehe mit Christoph Adam Carl, aus der sechs Kinder hervorgingen, verlief nicht glücklich. Schwester Charlotte charakterisierte den Schwager in einem Brief an die Schwester: „Wie traurig war ich, als ich erkennen musste, dass Du Dir ausgerechnet einen genauso materiell geprägten und verschwenderischen Mann, wie Vater es war, aussuchtest“. 1788 verstarb der Ehemann kurz vor dem bereits anberaumten Scheidungstermin. Luise Franziska Sophie von Imhoff konnte dadurch bis zu ihrem Tod vom Rest des Familienvermögens ein bescheidenes Auskommen finden. Die Tochter Amalie von Imhoff wurde 1801 Hofdame der Herzogin Louise in Weimar und gehörte dem literarischen Zirkel der retirierten Herzogin Anna Amalia an. 1803 heiratete Amalie von Imhoff den schwedischen Oberst Karl Gottfried von Helvig. Luise Franziska Sophie von Imhoff verstarb am 17. Dezember 1803 in Weimar. Im gleichen Jahr war bereits ein Sohn verstorben. Nach dem Tod des Bruders und der Mutter verzog die Tochter mit dem Ehemann nach Stockholm.

## Hinterlassene Schriften
- Drei Blätter mit Gedichten in Reinschrift im Goethe- und Schillerarchiv Weimar, Signatur GSA 122/115